# Seznam ruských kosmických startů 2023

Toto je seznam ruských kosmických startů roku 2023.
V seznamu jsou uvedeny starty všech ruských nosných raket z kosmodromů Bajkonur, Pleseck, Vostočnyj.

## Starty raket
| 2022 ← 2023 → 2024 | 2022 ← 2023 → 2024       | 2022 ← 2023 → 2024   | 2022 ← 2023 → 2024 | 2022 ← 2023 → 2024 | 2022 ← 2023 → 2024                             | 2022 ← 2023 → 2024                    | 2022 ← 2023 → 2024 |
| #                  | Datum a čas startu (UTC) | Nosič / horní stupeň | Startovací komplex | Poskytovatel       | Zákazník                                       | Náklad                                | Výsledek           |
| ------------------ | ------------------------ | -------------------- | ------------------ | ------------------ | ---------------------------------------------- | ------------------------------------- | ------------------ |
| 1                  | 5. února, 09:12:52       | Proton-M / DM 03     | Bajkonur 81/42     | Roskosmos          | Roskosmos                                      | Elektro-L #4                          | Úspěch             |
| 2                  | 9. února, 06:15:36       | Sojuz 2.1a           | Bajkonur 31/6      | Roskosmos          | Roskosmos                                      | Progress MS-22                        | Úspěch             |
| 3                  | 24. února, 00:24:29      | Sojuz 2.1a           | Bajkonur 31/6      | Roskosmos          | Roskosmos                                      | Sojuz MS-23 Ω                         | Úspěch             |
| 4                  | 12. března, 23:13:00     | Proton-M / Briz-M    | Bajkonur 200/39    | Roskosmos          | Roskosmos                                      | Luč 5X / Olimp-K                      | Úspěch             |
| 5                  | 23. března, 06:40:11     | Sojuz 2.1a           | Pleseck 43/3       | VKS                | Ministerstvo obrany RF                         | Kosmos 2567                           | Úspěch             |
| 6                  | 29. března, 19:57:02     | Sojuz 2.1v           | Pleseck 43/4       | VKS                | Ministerstvo obrany RF                         | Kosmos 2568                           | Úspěch             |
| 7                  | 24. května, 12:56:07     | Sojuz 2.1a           | Bajkonur 31/6      | Roskosmos          | Roskosmos                                      | Progress MS-23                        | Úspěch             |
| 8                  | 26. května, 21:14:51     | Sojuz 2.1a / Fregat  | Vostočnyj 1C       | Roskosmos          | Roskosmos                                      | Kondor-FKA 1                          | Úspěch             |
| 9                  | 27. června, 11:34:49     | Sojuz 2.1b / Fregat  | Vostočnyj 1C       | Roskosmos          | Roskosmos + další zákazníci vč. 3 zahraničních | Meteor-M 2-3 / 42 cubesatů            | Úspěch             |
| 10                 | 7. srpna, 13:19:25       | Sojuz 2.1b / Fregat  | Pleseck 43/3       | VKS                | Ministerstvo obrany RF                         | Kosmos 2569 (Glonass-K2 13L)          | Úspěch             |
| 11                 | 10. srpna, 23:10:57      | Sojuz 2.1b / Fregat  | Vostočnyj 1C       | Roskosmos          | Roskosmos                                      | Luna 25                               | Úspěch             |
| 12                 | 23. srpna, 01:08:10      | Sojuz 2.1a           | Bajkonur 31/6      | Roskosmos          | Roskosmos                                      | Progress MS-24                        | Úspěch             |
| 13                 | 15. září, 15:44:35       | Sojuz 2.1a           | Bajkonur 31/6      | Roskosmos          | Roskosmos                                      | Sojuz MS-24 Ω                         | Úspěch             |
| 14                 | 27. října, 06:04         | Sojuz 2.1b           | Pleseck 43/3       | VKS                | Ministerstvo obrany RF                         | Kosmos 2570 (Lotos-S № 8) Kosmos 2571 | Úspěch             |
| 15                 | 25. listopadu, 20:58:06  | Sojuz 2.1b           | Pleseck 43/4       | VKS                | Ministerstvo obrany RF                         | Kosmos 2572                           | Úspěch             |
| 16                 | 1. prosince, 09:25:12    | Sojuz 2.1a           | Bajkonur 31/6      | Roskosmos          | Roskosmos                                      | Progress MS-25                        | Úspěch             |
| 17                 | 16. prosince, 09:18      | Sojuz 2.1b / Fregat  | Bajkonur 31/6      | Roskosmos          | Roskosmos                                      | Arktika-M № 2                         | Úspěch             |
| 18                 | 21. prosince, 08:48      | Sojuz 2.1b           | Pleseck 43/3       | VKS                | Ministerstvo obrany RF                         | Kosmos 2573                           | Úspěch             |
| 19                 | 27. prosince, 07:03      | Sojuz 2.1v / Volga   | Pleseck 43/4       | VKS                | Ministerstvo obrany RF                         | Kosmos 2574                           | Úspěch             |

1. ↑  Pokud je u nákladu symbol Ω, znamená to, že se jedná o let s lidskou posádkou.